# Taiyō Nissan
Die Taiyō Nissan K.K. (jap. 大陽日酸株式会社, ~ Kabushiki-gaisha; engl. Taiyo Nippon Sanso Corporation) ist ein japanischer Industriegashersteller. Außerdem werden stabile Isotope sowie MOCVD- und Luftzerlegungsanlagen produziert.
Die Firma besitzt auch die Isolierkannenfirma Thermos sowie die Tochtergesellschaften Matheson Tri-Gas in den USA und Leeden National Oxygen in Singapur. Durch die Fusion von Linde und Praxair wurde der von der Europäischen Wettbewerbsbehörde geforderte abzugebende europäische Praxair Teil übernommen und seitdem unter dem Namen Nippon Gases geführt.
1910 wurde die Nippon Sanso (日本酸素, „Japan-Sauerstoff“) als Kommanditgesellschaft (合資会社, gōshigaisha; lat. Abk. GSK) gegründet. Sie wurde 1918 zur Aktiengesellschaft. Zum 1. Oktober 2004 fusionierten Nippon Sanso und Taiyō Tōyō Sanso (大陽東洋酸素), die 1995 aus der Fusion von Taiyō Sanso (gegr. 1946) und Tōyō Sanso (gegr. 1918) hervorgegangen war, zur Taiyō Nissan. Im November 2014 wurde das deutsche Unternehmen alfi über die amerikanische Tochtergesellschaft Thermos übernommen.
50,59 % der Anteile an Taiyō Nissan werden von der Mitsubishi Chemical Group gehalten.